# پیتر نیکولاس (کارآفرین)
پیتر نیکولاس (انگلیسی: Peter Nicholas؛ زادهٔ ۱۹۴۱ – ۱۴ مهٔ ۲۰۲۲) کارآفرین، بازرگان و مدیر ارشد اجرایی آمریکایی بود، که در سال ۱۹۷۹ شرکت بوستون ساینتیفیک را تأسیس نمود. وی تا زمان مرگش رئیس هیئت مدیره شرکت بوستون ساینتیفیک بود.

## فعالیت حرفه‌ای
نیکولاس به مدت یک دهه از سال ۱۹۷۸ تا ۱۹۶۸برای الی لیلی و کمپانی در فروش، بازاریابی و مدیریت کار کرد. او متعاقباً به عنوان مدیر کل بخش محصولات پزشکی کمپانی مرک میلی‌پور مشغول به کار شد.
نیکولاس برای اولین بار در سال ۱۹۷۹با دانشمند جان آبله در یک مهمانی کریسمس در کنکورد ملاقات کرد. وی در آن زمان رئیس مدی تک (کمپانی تکنیکی پزشکی) بود. آنها ۸۰۰۰۰۰ دلار وام گرفتند تا بوستون ساینتیفیک، تولیدکننده تجهیزات پزشکی را راه اندازی کنند. نیکولاس از طریق یک سری خریدهای زیرکانه به رشد شرکت کمک کرد. نیکولاس تا سال ۱۹۹۹به عنوان مدیر اجرایی شرکت فعالیت داشت و سپس رئیس هیئت مدیره شد. او تا زمان بازنشستگی در سال ۲۰۱۶ در این سمت ادامه داد.

## مرگ
نیکولاس ۸۰ سال سن داشت و به دلیل ابتلاء به سرطان در ۱۴ مه ۲۰۲۲ در خانه خود در بوکا گرانده، فلوریدا درگذشت.